# Мальдяк
Мальдяк (рос. Мальдяк) — селище в Сусуманському районі Магаданської області Росії.

## Географія
Географічні координати: 62°59' пн. ш. 148°14' сх. д. Часовий пояс — UTC+10.
Відстань до районного центру, міста Сусуман, становить 35 км, а до обласного центру — 637 км. Через селище протікає річка Мальдяк.

## Історія
Сучасна назва селища походить від річки Мальдяк (евен. молидяк — «місце, куди ходять за дровами»), яка протікає поруч.
Золотодобувна копальня Мальдяк, заснована 1937 року, була однією з найперших, заснованих на Колимі. Уперше золото було виявлено в долині струмка Мальдяк у 1935 році. 1939 року Борис Вронський знайшов перший на північному сході Росії залізний метеорит вагою 922 грами, названий згодом «Мальдяк».
У 1930-1950-ті роки на Мальдяку функціонував один з таборів системи ГУЛАГу, ув'язнені якого в тяжких умовах працювали на копальнях. У 1939 році в ув'язненні на Мальдяку знаходився Сергій Корольов. Загалом у Мальдяківській долині знаходилося шість табірних зон, у кожній по дві тисячі ув'язнених, які працювали на примітивних промивних установках, із забоїв підвозили на тачках золотоносні піски. Внаслідок такої каторжної праці на полігонах загинули тисячі в'язнів. За всю історію існування копальні «Мальдяк» на ній було видобуто понад 110 тонн золота.

## Населення
Чисельність населення за роками:
| 2010 | 2013 |
| ---- | ---- |
| 108  | 113  |

За даними перепису населення 2010 року на території селища проживало 108 осіб. Частка чоловіків у населенні складала 78,7% або 85 осіб, жінок — 21,3% або 23 особи.